# Імоджен Ґрант
Імоджен Ґрант (26 лютого 1996 , Кембридж ) — британська веслувальниця, олімпійська чемпіонка 2024 року, чемпіонка світу та Європи.

## Виступи на Олімпіадах
| Олімпіада  | Дисципліна               | Місце |
| ---------- | ------------------------ | ----- |
| Токіо 2020 | парні двійки, легка вага | 4     |
| Париж 2024 | парні двійки, легка вага | 1     |

## Зовнішні посилання
- Імоджен Ґрант на сайті World Rowing (англійська)
- Імоджен Ґрант на сайті Olympics.com (англійська)
- Імоджен Ґрант на сайті Olympedia (англійська)
- Імоджен Ґрант на сайті British Olympic Association (англійська)